# Saint-Pardoux-Corbier
Saint-Pardoux-Corbier ist eine französische Gemeinde mit 383 Einwohnern (Stand: 1. Januar 2022) im Département Corrèze in der Region Nouvelle-Aquitaine. Sie gehörte zum Arrondissement Brive-la-Gaillarde.
Saint-Pardoux-Corbier erhielt 2024 die Auszeichnung „Eine Blume“, die vom Conseil national des villes et villages fleuris (CNVVF) im Rahmen des jährlichen Wettbewerbs der blumengeschmückten Städte und Dörfer verliehen wird.
Der Erlass des Präfekten vom 25. September 2024 legte mit Wirkung zum 1. Januar 2025 die Eingliederung von Saint-Pardoux-Corbier als Commune déléguée zusammen mit den früheren Gemeinden Saint-Martin-Sepert und Saint-Ybard zur Commune nouvelle Les Trois-Saints fest.

## Geografie

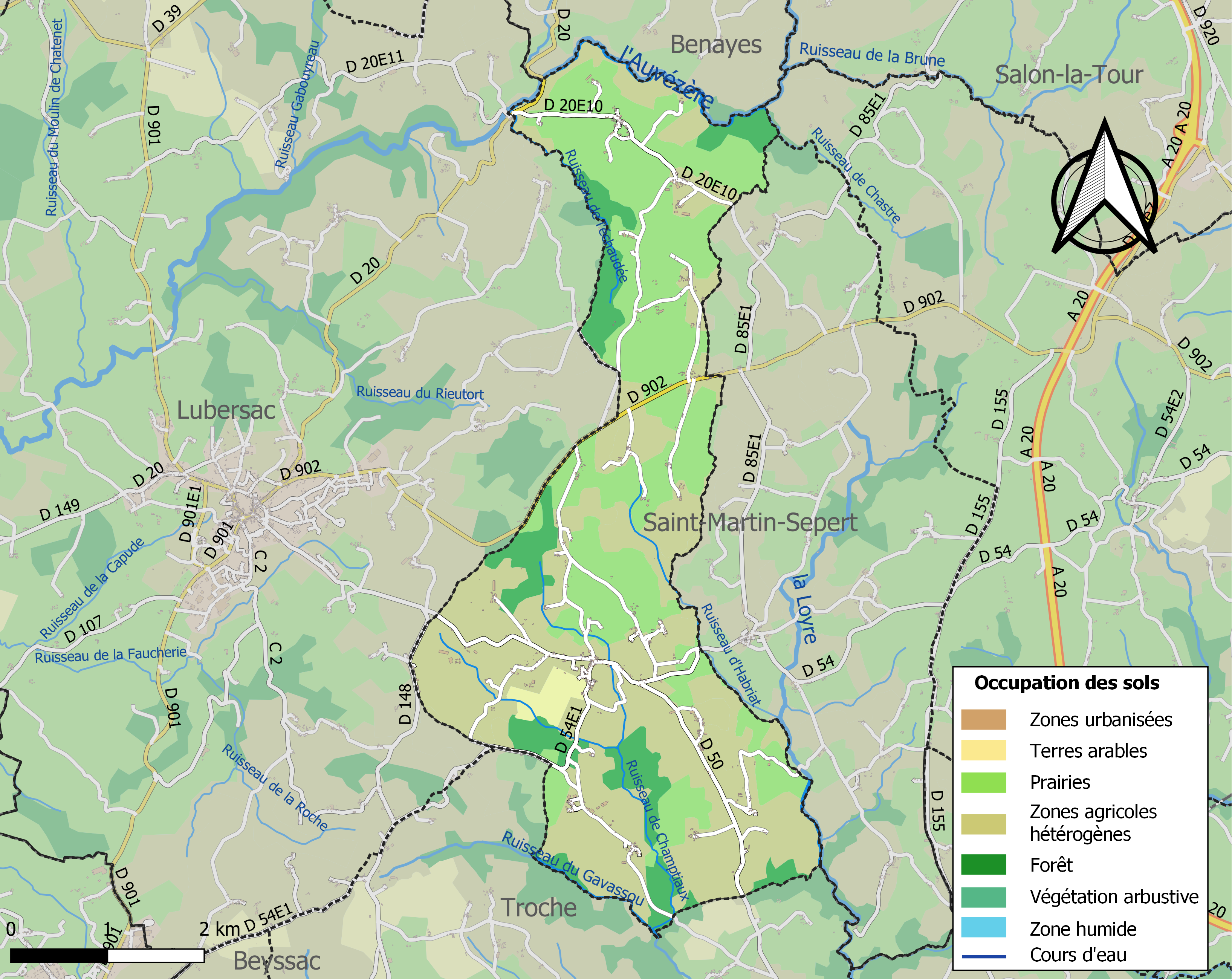
Bodennutzung, Infrastruktur und Hydrografie von Saint-Pardoux-Corbier (2018)

Saint-Pardoux-Corbier liegt am Rande des Zentralmassivs, etwa 30 Kilometer nordwestlich von Tulle und etwa 31 Kilometer nordnordwestlich von Brive-la-Gaillarde in der historischen Provinz des Limousin. Das Ortsgebiet liegt im Einzugsgebiet der Dordogne. Die Loyre, ein Nebenfluss der Vézère, begrenzt es in der Folge auf einem Abschnitt im Südosten, die Auvézère, ein Nebenfluss der Isle, im Norden. Das Zentrum liegt auf einer Höhe von etwa 390 m. Das Bodenrelief ist hügelig mit durch die Flüsse eingeschnittenen Tälern. Die maximale Höhe wird im Norden an einer Erhebung mit 454 m gemessen, die minimale mit 319 m im Norden beim Austritt der Auvézère aus dem Ortsgebiet.
Teile des Gebiets von Saint-Pardoux-Corbier gehören zu der ZNIEFF-Naturzone „Vallée de l’Auvézère“ (740006146). Rund 89 % der Fläche von Saint-Pardoux-Corbier werden landwirtschaftlich genutzt, etwa 11 % sind bewaldet (Stand: 2018).
Umgeben wird Saint-Pardoux-Corbier von den Nachbargemeinden Lubersac im Westen und Benayes im Norden, den Communes déléguées Saint-Ybard im Nordosten und Saint-Martin-Sepert im Osten sowie der Nachbargemeinde Troche im Süden.

## Geschichte
Während der Französischen Revolution fusionierten die Orte Saint-Pardoux und Corbier.

## Bevölkerungsentwicklung

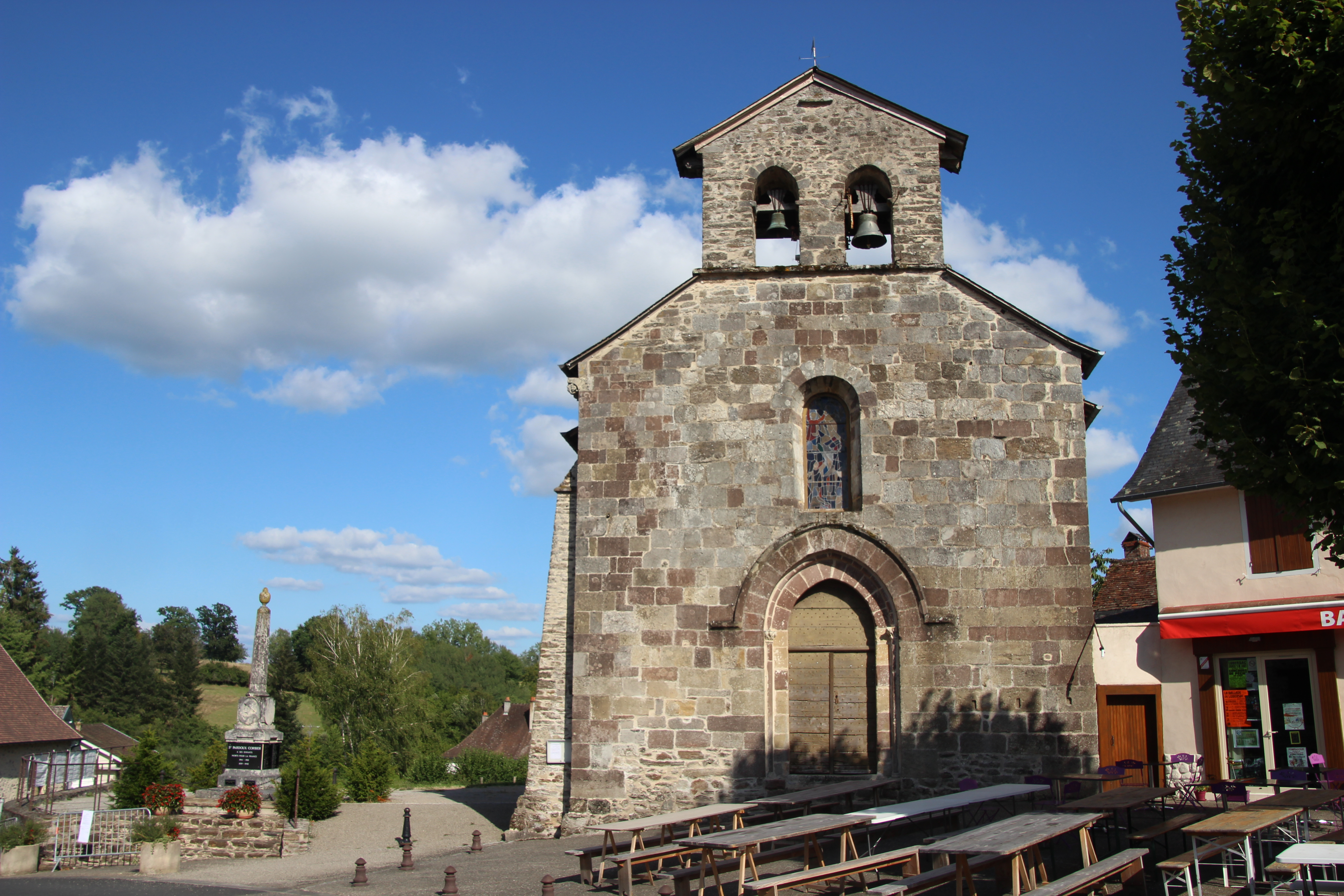
Kirche Saint-Pardoux

| Saint-Pardoux-Corbier: Einwohnerzahlen von 1793 bis 2020                                                                   | Saint-Pardoux-Corbier: Einwohnerzahlen von 1793 bis 2020 | Saint-Pardoux-Corbier: Einwohnerzahlen von 1793 bis 2020 | Saint-Pardoux-Corbier: Einwohnerzahlen von 1793 bis 2020 | Saint-Pardoux-Corbier: Einwohnerzahlen von 1793 bis 2020 |
| --- | -------------------------------------------------------- | -------------------------------------------------------- | -------------------------------------------------------- | -------------------------------------------------------- |
| Jahr |                                                          |                                                          |                                                          | Einwohner                                                |
| 1793 | 1793                                                     |                                                          | 861                                                      | 861                                                      |
| 1800 | 1800                                                     |                                                          | 806                                                      | 806                                                      |
| 1806 | 1806                                                     |                                                          | 868                                                      | 868                                                      |
| 1821 | 1821                                                     |                                                          | 919                                                      | 919                                                      |
| 1831 | 1831                                                     |                                                          | 918                                                      | 918                                                      |
| 1836 | 1836                                                     |                                                          | 971                                                      | 971                                                      |
| 1841 | 1841                                                     |                                                          | 947                                                      | 947                                                      |
| 1846 | 1846                                                     |                                                          | 982                                                      | 982                                                      |
| 1851 | 1851                                                     |                                                          | 1.052                                                    | 1.052                                                    |
| 1856 | 1856                                                     |                                                          | 982                                                      | 982                                                      |
| 1861 | 1861                                                     |                                                          | 978                                                      | 978                                                      |
| 1866 | 1866                                                     |                                                          | 1.022                                                    | 1.022                                                    |
| 1872 | 1872                                                     |                                                          | 934                                                      | 934                                                      |
| 1876 | 1876                                                     |                                                          | 1.020                                                    | 1.020                                                    |
| 1881 | 1881                                                     |                                                          | 1.012                                                    | 1.012                                                    |
| 1886 | 1886                                                     |                                                          | 1.047                                                    | 1.047                                                    |
| 1891 | 1891                                                     |                                                          | 1.042                                                    | 1.042                                                    |
| 1896 | 1896                                                     |                                                          | 1.104                                                    | 1.104                                                    |
| 1901 | 1901                                                     |                                                          | 998                                                      | 998                                                      |
| 1906 | 1906                                                     |                                                          | 1.016                                                    | 1.016                                                    |
| 1911 | 1911                                                     |                                                          | 996                                                      | 996                                                      |
| 1921 | 1921                                                     |                                                          | 843                                                      | 843                                                      |
| 1926 | 1926                                                     |                                                          | 837                                                      | 837                                                      |
| 1931 | 1931                                                     |                                                          | 804                                                      | 804                                                      |
| 1936 | 1936                                                     |                                                          | 757                                                      | 757                                                      |
| 1946 | 1946                                                     |                                                          | 726                                                      | 726                                                      |
| 1954 | 1954                                                     |                                                          | 624                                                      | 624                                                      |
| 1962 | 1962                                                     |                                                          | 578                                                      | 578                                                      |
| 1968 | 1968                                                     |                                                          | 526                                                      | 526                                                      |
| 1975 | 1975                                                     |                                                          | 471                                                      | 471                                                      |
| 1982 | 1982                                                     |                                                          | 430                                                      | 430                                                      |
| 1990 | 1990                                                     |                                                          | 374                                                      | 374                                                      |
| 1999 | 1999                                                     |                                                          | 323                                                      | 323                                                      |
| 2006 | 2006                                                     |                                                          | 352                                                      | 352                                                      |
| 2013 | 2013                                                     |                                                          | 384                                                      | 384                                                      |
| 2020 | 2020                                                     |                                                          | 390                                                      | 390                                                      |
| Quelle(n): EHESS/Cassini bis 1999, INSEE ab 2006 Anmerkung(en): Ab 1962 offizielle Zahlen ohne Einwohner mit Zweitwohnsitz |                                                          |                                                          |                                                          |                                                          |

## Sehenswürdigkeiten
- Kirche Saint-Pardoux